# Esquenta!
Esquenta! foi um programa produzido e exibido pela TV Globo, sob a apresentação de Regina Casé. Era exibido no início das tardes de domingo e gravado cerca de um mês antes da transmissão original. Com cinco temporadas, ficou no ar de 2 de janeiro de 2011 até 1 de janeiro de 2017.

## Formato
O programa tinha a proposta de trazer uma atração voltada aos públicos da periferia fluminense, sendo inspirado em antigos programas da emissora que seguiam esses moldes, como o Samba, Pagode & Cia. e o Central da Periferia, apresentado pela própria Regina. A emissora também era criticada anteriormente, por não ter espaço para essa parte da população na programação da emissora, um dos motivos pelo qual era chamada por alguns de elitista. Foi criado inicialmente como um programa especial durante as férias de verão, mas devido à audiência satisfatória ganhou mais espaço, passando a ser exibido semanalmente, com diversos temas. O programa apresenta artistas de diversos gêneros musicais populares entre as pessoas de baixa renda no Brasil, principalmente o pagode e funk carioca, populares na cidade do Rio de Janeiro. Logo na estreia, o programa marcou 17 pontos de audiência.
Além da plateia, teve diversos dançarinos, DJ's e convidados especiais, todos sempre caracterizados de acordo com o tema abordado. A direção de núcleo da atração é de Guel Arraes e a direção do programa na primeira temporada foi do quarteto formado por Estevão Ciavatta, Leonardo Netto, Monica Almeida e Mário Meirelles. Já o roteiro foi finalizado por Fábio Porchat, Alberto Renault e Hermano Vianna. Suas dançarinas constituem um corpo de passistas, vindas de escolas de samba e que participaram da corte do carnaval fluminense, ou rainhas de bateria, como Dandara Oliveira e Bianca Salgueiro.

## História

### 1ª Temporada (2011)
No dia 2 de janeiro de 2011, logo após o especial O Relógio da Aventura, a apresentadora Regina Casé estreou num clima de festa, com muito samba e em ritmo de verão, o Esquenta!. Com direção de núcleo de Guel Arraes, a direção do programa era formada por Estevão Ciavatta, Leonardo Netto, Monica Almeida e Mário Meirelles. Já o roteiro era finalizado por Fábio Porchat, Alberto Renault e Hermano Vianna. No programa, Regina tem o privilégio de contar com dois renomados artistas nacionais para conduzir a roda de samba e pagode: Arlindo Cruz e Leandro Sapucahy. Juntos, eles não só animam a festa como também acompanham os convidados e improvisam com as atrações musicais. O cenário e a plateia, feitos por Gringo Cardia, podiam ser vistos de diferentes ângulos. O cenário era composto por figuras geométricas em cores vivas e dividia o estúdio com uma arquibancada em forma de arena para 400 pessoas. Rampas e palcos em diversos níveis facilitavam a interação entre Regina Casé e seus convidados. Um desses palcos era destinado a roda de samba liderada por Arlindo Cruz e Leandro Sapucahy, em outro ficava a cozinha e em um plano inferior, um palco para shows onde as atrações musicais se apresentavam. Um corpo de baile diferente era destaque. Crianças dançavam e o Bonde da Madrugada, grupo de dança do Cantagalo (RJ), animava a atração fazendo passinhos de funk.
Regina transita por todos eles numa atmosfera de festa, interagindo com seus convidados e também com os familiares, revelando suas histórias enquanto comanda a atração. O carnavalesco Paulo Barros também dá sua contribuição ao projeto, preparando diferentes performances que enchem o palco com a cor, a animação e a beleza do samba alegórico. O samba é a trilha sonora oficial da atração. A cada domingo, uma escola de samba do Rio de Janeiro é convidada e leva sua bateria, sua velha guarda, sua rainha de bateria e suas passistas para o programa. Além disso, já passaram pela roda de samba do Esquenta! Alcione, Jorge Aragão, Belo, Dona Ivone Lara, Dudu Nobre, Diogo Nogueira, entre outros. Mas o programa era eclético e também foi palco para apresentações de Caetano Veloso e Maria Gadú, Fernanda Abreu, Maria Bethânia, Marcelo D2, Gilberto Gil, Pixote, Mart'nália, Martinho da Vila, Grupo Molejo, Grupo Sorriso Maroto, Preta Gil, entre outros. Em meio a essa mistura, Regina Casé ainda entrevistou os ex-presidentes Luiz Inácio Lula da Silva, que brincou sobre sua aposentadoria, e Fernando Henrique Cardoso, com quem trocou ideias sobre a descriminalização das drogas, além da ex-ministra e candidata à presidência Marina Silva, que contou a história de sua vida e falou sobre o meio ambiente.
No momento gourmet, um parente ou amigo de um dos artistas convidados compartilha uma tradicional receita de almoço de domingo. O chef Anderson Lao ajudava na preparação. No programa do dia 23 de janeiro de 2011, o chef Lucas, que tem um restaurante na Feira de São Cristóvão, Rio de Janeiro, fez um Baião de Dois que foi servido aos músicos. Alguns outros “chefs” que passaram pela cozinha do Esquenta! foram a mãe de Leandro Sapucahy, Dona Jacy, que cozinhou um estrogonofe a pedido do filho, Márcia Black fez um cozido e Virgínia Casé, irmã da apresentadora, preparou um picadinho de filé mignon e ainda deu a receita. Um quadro de humor também é fixo no roteiro, garantindo que a apresentadora receba sempre comediantes em performances quase improvisadas, ao vivo, no palco. Fábio Porchat, Maria Clara Gueiros, Nelson Freitas, Leandro Hassum, Marcius Melhem, Katiuscia Canoro, Fernando Caruso, Heloísa Périssé, Ingrid Guimarães, Samantha Schmutz entre outros apresentaram esquetes no Esquenta!. Cada programa ainda tinha a participação de um jogador de futebol renomado, relembrando e comentando um memorável gol. Todo programa era finalizado com a participação de uma escola de samba, dando ao programa a alegria típica do partido-alto. No dia 27 de março de 2011 foi ao ar o último programa da 1ª temporada do Esquenta!.

### 2ª Temporada (2011–12)
A segunda temporada do Esquenta! estreou no dia 11 de dezembro de 2011. A roda de samba de Arlindo Cruz e Leandro Sapucahy abriu espaço para os diferentes gêneros musicais do país. Teve funk, forró, sertanejo, samba, pagode etc. O programa foi palco para apresentações de Wesley Safadão, Bom Gosto, Art Popular, Seu Jorge, Jorge Aragão, Alexandre Pires, Naldo, Preta Gil, Ed Motta, Psirico, Sorriso Maroto, Harmonia do Samba, Beth Carvalho, Banda Calypso, Gilberto Gil, Erasmo Carlos, Zeca Pagodinho, entre outros. Uma das novidades da temporada, foi o quadro Calourão. Na brincadeira, os candidatos mostravam seus talentos e eram julgados por uma bancada formada por convidados. Entre os comentaristas estavam Preta Gil e Fábio Porchat, também colaborador da redação. Dando início a um projeto de incentivo à leitura, Regina Casé apresentou a Biblioteca do Esquenta!, que propôs a cada convidado e todo o elenco do programa doar uma cópia de seu livro favorito autografado e com uma dedicatória pessoal que explicasse a importância da escolha. No fim da temporada, a biblioteca completa deve conhecer os olhos de leitores que têm pouco ou nenhum acesso a livros. No dia 1º de abril de 2012 foi ao ar o último programa da 2ª temporada do Esquenta!. Um novo cenário, cheio de tecnologia, que muda a cada domingo, deu uma cara nova ao programa toda semana.

### 3ª Temporada (2012–13)
Em 9 de dezembro de 2012 foi ao ar o primeiro episódio da 3ª temporada do Esquenta!. Agora, desde 28 de abril, o programa é exibido às tardes de domingo depois da Temperatura Máxima, e a temporada é mais longa, indo até 1º de dezembro, quando foi substituído por Divertics. Além da duração, o estúdio do programa se expandiu e agora possui a própria piscina e o famoso churrasco na laje. A cada episódio um tema é tratado e todos se vestem a caráter. A direção geral foi de Mônica Almeida. Daniela Gleiser também é diretora e conta com 5 assistentes de direção. São eles: Alice Lutz, Renan de Andrade, Iracema Marcondes, Ivo Gonçalves e Gabriel Poroger. O programa tinha a direção final por Patrícia Andrade, Paula Miller e Gustavo Nogueira. Afonso Cappellaro era redator e responsável pelo site Esquenta - site oficial da nova temporada Zilda Raggio, Benedita Zerbini, Ana Muza, Camila Maya, Diego Dias, Emílio Domingos, Luciano Vidigal, Petter MC e Renato Barreiros são pesquisadores e buscam os melhores personagens em todo o país. A gerência de produção é de Alexandre Scalamandré. O antropólogo e pesquisador cultural brasileiro, Hermano Vianna é o criador do programa. Outros programas de TV realizados por ele incluem Brasil Legal, Programa Legal, Além-Mar, Baila Caribe!, Na Geral e Central da Periferia. Preta Gil e Fábio Porchat seguiram como comentaristas. Péricles, Xande de Pilares e Leandro Sapucahy uniram-se a Arlindo Cruz e Leandro Sapucahy. No dia 1 de dezembro de 2013 foi ao ar o último programa da 3ª temporada do Esquenta!.

### 4ª Temporada (2014–15)
Em 13 de abril de 2014 foi ao ar o primeiro episódio da 4ª temporada do Esquenta!. A temporada começou abrindo o verbo sobre educação, saúde, segurança, inclusão social e tecnologia. No quadro inédito O Que Queremos Para o Brasil, personalidades da vida social, política e artística do país apontaram os desejos do brasileiro para o futuro da nação. No palco, os colaboradores de conteúdo Alê Youssef, Ronaldo Lemos e José Marcelo Zacchi, apresentadores do programa Navegador da Globonews, ajudavam a debater cada tema. Outro quadro novo, Visita Musical, garantia a tradicional mistura de gêneros, ritmos, culturas e classes, promovendo o encontro entre personalidades de diferentes estilos musicais em suas cidades e no palco do Esquenta!. No lugar de Preta Gil e Fábio Porchat entrou Luis Lobianco, redator e comediante, que passou a fazer parte do elenco fixo do programa e comanda novos quadros de humor.. O programa continuou com a participação de Arlindo Cruz, Péricles, Xande de Pilares, Mumuzinho e Leandro Sapucahy. Um novo cenário, cheio de tecnologia, que muda a cada domingo, deu uma cara nova ao programa toda semana. No dia 27 de dezembro de 2015 foi ao ar o último programa da 4ª temporada do Esquenta!.

### 5ª Temporada (2016–17)
Em 16 de outubro de 2016 foi ao ar o primeiro episódio da 5ª temporada do "Esquenta!", com novidades em relação às temporadas anteriores. Alice Lutz comanda a direção do programa nessa temporada. A direção geral fica por conta de Mônica Almeida. Estevão Ciavatta, marido de Regina Casé, é o diretor convidado da atração.
Após 5 temporadas e o desgaste do novo formato, a TV Globo informou o término do programa no dia 1º de janeiro de 2017.

## Esquentão!
No dia 26 de junho de 2011, após o Esporte Espetacular, Regina Casé apresentou o "Esquentão!", uma edição especial de São João do "Esquenta!". O programa foi dedicado à cultura nordestina, com comidas, músicas e temas típicos desta região do país. Fitas coloridas, forró, chapéu de palha e camisas xadrez transformaram a atração em uma típica festa junina. Até os dançarinos do grupo Bonde da Madrugada adaptaram seus passinhos de funk para o forró. Para garantir o ritmo de quadrilha foram convidados Luan Santana, Aviões do Forró e Targino Gondin – autor do sucesso Esperando na Janela, tema do filme Eu, Tu, Eles. Além de cantar seus sucessos, Luan Santana foi entrevistado por Regina Casé e ainda participou da Barraco do Beijo. Três participantes da plateia disputaram uma corrida de saco em troca de um beijo do cantor.
Regina Casé conversou com pessoas da plateia, trouxe ao palco personagens populares inusitados, como um vendedor de pamonha que além de compor músicas para vender seu produto, faz as coreografias e ainda desenha seu figurino (na atração ele estava vestido como uma pamonha), e promoveu um desfile das rainhas de festas agropecuárias na passarela do Esquenta!. Foram ao programa a Rainha da Uva, a Rainha do Leite, a Rainha da Cana, a Rainha do Milho e a Princesa do Açaí. O ator Domingos Montagner, que vivia o cangaceiro Herculano na novela Cordel Encantado, conversou com a apresentadora sobre a novela, que se passava na fictícia cidade de Brogodó, situada no sertão nordestino, e as influências regionais que tem também em casa, já que sua esposa é natural de Natal, capital do Rio Grande do Norte. Para o momento cômico, Marcelo Adnet e Dani Calabresa improvisaram um casamento de quadrilha e piadas com a temática junina.
No dia 24 de junho de 2012, a apresentadora Regina Casé apresentou mais uma edição do "Esquentão", uma edição especial de São João do "Esquenta!". O programa resolveu tomar o caminho da roça e homenagear a cultura caipira. No programa teve muita música sertaneja representada pelas duplas Chitãozinho e Xororó, João Bosco e Vinícius e João Neto e Frederico. As atrizes Cláudia Abreu, Isabelle Drummond, Leandra Leal e Taís Araújo, que na época estavam na novela Cheias de Charme, também formam o programa. O ator Ricardo Tozzi também participou do programa. E como o Esquenta! é marcado pela mistura, Péricles garantiu o velho e bom samba. O cantor fez uma parceria com Chitãozinho e Xororó. O grupo Multilados cantou a música “Manifesto caipira” em uma parceria inusitada de Preta Gil. No quadro Calourão, o trio Isabelle Drummond, Taís Araújo e Leandra Leal, as amadas "Empreguetes", foram as juradas do quadro que homenageou as empregadas domésticas. Elas ainda conferiram o trio Mumuzinho, Douglas Silva e Victor Sarro interpretando o clipe de suas personagens na novela Cheias de Charme.

## Equipe
Apresentação
- Regina Casé

Musical
| Arlindo Cruz     |
| Leandro Sapucahy |
| Péricles         |
| Xande de Pilares |
| Mumuzinho        |

Comentaristas
| Douglas Silva |
| Fábio Porchat |
| Preta Gil     |
| Victor Sarro  |
| Luis Lobianco |

Assistente de palco
| Luane Dias      |
| Jennifer Dias   |
| Rayanne Morais  |
| Juliano Laham   |
| Sylvio Senges   |
| Renan Rosselini |
| Luis Otávio     |

## Prêmios e Indicações
| Ano  | Prêmio          | Categoria                         | Indicado    | Resultado | Ref.   |
| ---- | --------------- | --------------------------------- | ----------- | --------- | ------ |
| 2013 | Troféu Internet | Melhor Programa de Auditório      | Esquenta!   | Indicado  |        |
| 2013 | Troféu Internet | Melhor Apresentadora ou Animadora | Regina Casé | Indicado  |        |
| 2014 | Prêmio F5       | Apresentadora do Ano              | Regina Casé | Indicado  | [ 10 ] |
| 2014 | Troféu Imprensa | Melhor Apresentadora ou Animadora | Regina Casé | Indicado  |        |
| 2014 | Troféu Internet | Melhor Apresentadora ou Animadora | Regina Casé | Indicado  |        |
| 2014 | Troféu Internet | Melhor Programa de Auditório      | Esquenta!   | Indicado  |        |